# Pattinaggio di figura ai Goodwill Games
Il pattinaggio di figura ha fatto parte del programma dei Goodwill Games in quattro edizioni: nel 1990 a Seattle, nel 1994 a San Pietroburgo, nel 1998 a Uniondale e nel 2001 a Brisbane. Le medaglie sono state assegnate nelle specialità di individuale maschile e femminile, coppie e danza su ghiaccio

## Risultati

### Individuale maschile
| Anno | Località        | Oro                | Argento         | Bronzo             | Dettagli |
| 1990 | Seattle         | Kurt Browning      | Viktor Petrenko | Todd Eldredge      | [ 1 ]    |
| 1994 | San Pietroburgo | Aleksej Urmanov    | Todd Eldredge   | Philippe Candeloro | [ 2 ]    |
| 1998 | Uniondale       | Todd Eldredge      | Aleksej Urmanov | Evgenij Pljuščenko | [ 3 ]    |
| 2001 | Brisbane        | Evgenij Pljuščenko | Michael Weiss   | Aleksej Jagudin    | [ 4 ]    |

### Individuale femminile
| Anno | Località        | Oro              | Argento           | Bronzo             | Dettagli |
| 1990 | Seattle         | Kristi Yamaguchi | Jill Trenary      | Surya Bonaly       | [ 1 ]    |
| 1994 | San Pietroburgo | Surya Bonaly     | Michelle Kwan     | Marija Butyrskaja  | [ 2 ]    |
| 1998 | Uniondale       | Michelle Kwan    | Marija Butyrskaja | Viktorija Volčkova | [ 3 ]    |
| 2001 | Brisbane        | Irina Sluckaja   | Michelle Kwan     | Fumie Suguri       | [ 4 ]    |

### Coppie
| Anno | Località        | Oro                                  | Argento                              | Bronzo                           | Dettagli |
| 1990 | Seattle         | Ekaterina Gordeeva / Sergej Grin'kov | Natal'ja Miškutënok / Artur Dmitriev | Elena Bečke / Denis Petrov       | [ 1 ]    |
| 1994 | San Pietroburgo | Natal'ja Miškutënok / Artur Dmitriev | Marina El'cova / Andrej Buškov       | Evgenija Šiškova / Vadim Naumov  | [ 2 ]    |
| 1998 | Uniondale       | Elena Berežnaja / Anton Sicharulidze | Oksana Kazakova / Artur Dmitriev     | Dorota Zagórska / Mariusz Siudek | [ 3 ]    |
| 2001 | Brisbane        | Elena Berežnaja / Anton Sicharulidze | Dorota Zagórska / Mariusz Siudek     | Maria Petrova / Aleksej Tichonov | [ 4 ]    |

### Danza su ghiaccio
| Anno | Località        | Oro                                 | Argento                          | Bronzo                                 | Dettagli |
| 1990 | Seattle         | Marina Klimova / Sergej Ponomarenko | Majja Usova / Aleksandr Žulin    | Susan Wynne / Joseph Druar             | [ 1 ]    |
| 1994 | San Pietroburgo | Irina Romanova / Igor Yaroshenko    | Irina Lobačëva / Il'ja Averbuch  | Ekaterina Svirina / Sergej Sachnovskij | [ 2 ]    |
| 1998 | Uniondale       | Anželika Krylova / Oleg Ovsjannikov | Irina Lobačëva / Il'ja Averbuch  | Olena Hrušyna / Ruslan Hončarov        | [ 3 ]    |
| 2001 | Brisbane        | Irina Lobačëva / Il'ja Averbuch     | Galit Chait / Sergej Sachnovskij | Tat'jana Navka / Roman Kostomarov      | [ 4 ]    |